# Toyota Etios
Toyota Etios, Toyota Etios Liva und Toyota Etios Cross sind Pkw-Modelle des japanischen Automobilherstellers Toyota und wurden zwischen Dezember 2010 und August 2023 für Schwellenmärkte produziert. Die Fertigung fand in Bidadi (Ramanagara Distrikt, Indien), Sorocaba (Brasilien) und Karawang (Jawa Barat, Indonesien) statt. Motoren und Getriebe wurden aus Japan angeliefert, die anderen Teile wurden vor Ort produziert. Der Name Etios kommt aus dem Griechischen „Ethos“, was übersetzt Geist, Charakter und Ideen bedeutet. Zunächst war das Modell ausschließlich auf dem indischen Markt erhältlich.

## Toyota Etios (2010–2023)
Der Toyota Etios wurde erstmals auf der Auto Expo 2010 in Neu-Delhi als Konzeptfahrzeug vorgestellt. Die Produktion lief im Dezember 2010 an. Die Hauptkonkurrenten sind Maruti Suzuki Swift, Hyundai Accent, Tata Indigo Manza, Mahindra Verito, Chevrolet Aveo und Ford Fiesta. Der Etios wird von einem 1,5 l-Benzinmotor mit 66 kW (90 PS) oder von einem 1,4 l-Dieselmotor mit 50 kW (68 PS) jeweils mit 5-Gang-Schaltgetriebe angetrieben.

## Toyota Etios Liva (2011–2023)

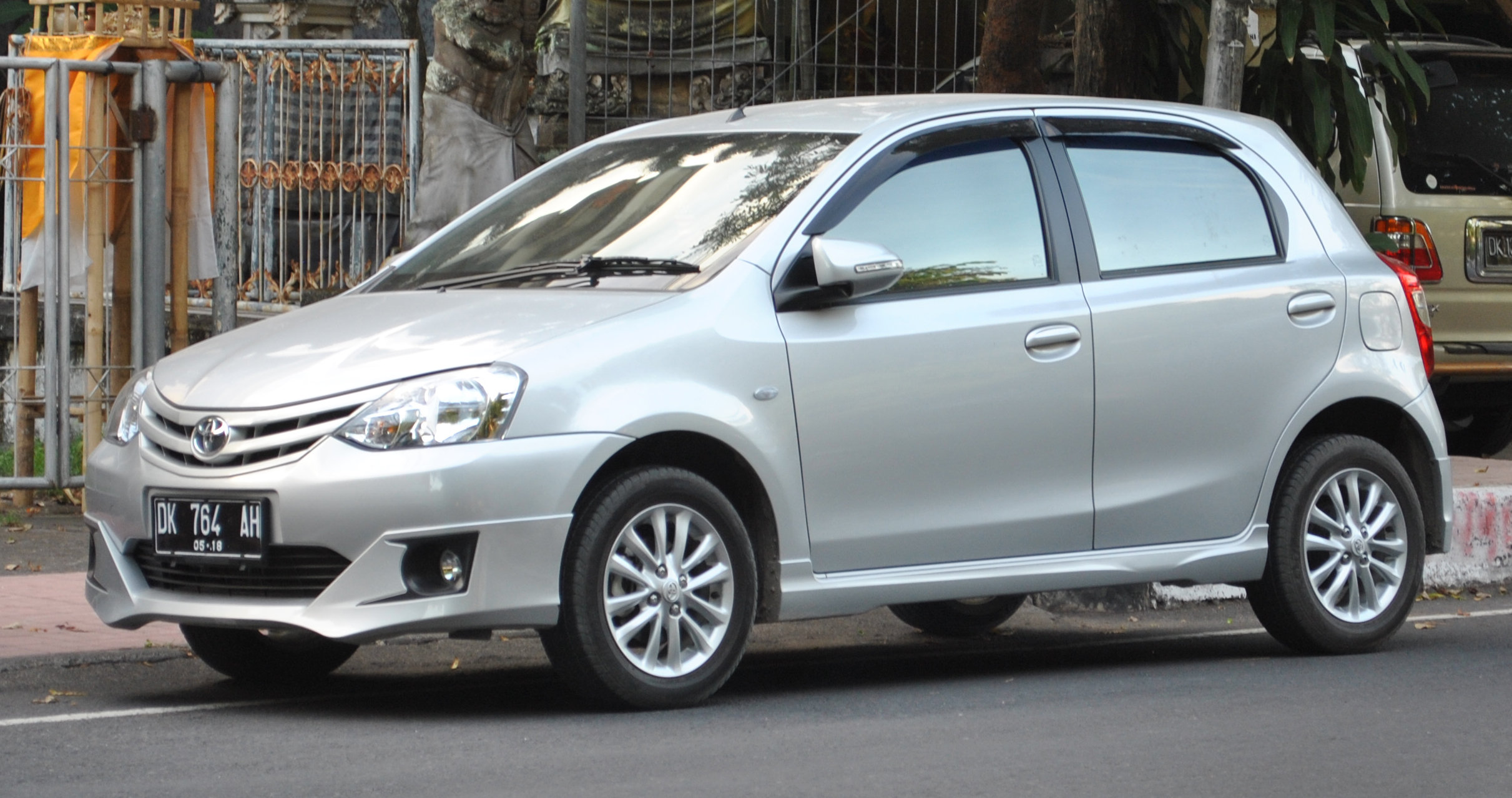
Toyota Etios Liva

Der Etios Liva ist die Schrägheck-Version des Etios. Er kam im Juni 2011 auf den Markt. Die Hauptkonkurrenten sind neben den oben genannten auch der Suzuki Ritz, Hyundai i10, Hyundai i20, Tata Indica, Honda Jazz, Fiat Grande Punto, Škoda Fabia, VW Polo, Nissan Micra und der neu eingeführte Honda Brio. Neben dem Dieselmotor wie beim Stufenheck kommt beim Livia ein 1,2 l-Benzinmotor mit 59 kW (80 PS) zum Einsatz.

## Toyota Etios Cross (2014–2021)
Der Etios Cross ist die Crossover-Version des Liva. Er wurde ab 2014 verkauft und tritt gegen Fahrzeuge wie den Hyundai i20 Active oder den VW CrossPolo an.

## Technische Daten

### Motoren und Antrieb
|                            | 1.3                   | 1.5                   | 1.5 DUAL VVTi Flex    |              |
| Motorkenndaten             |                       |                       |                       |              |
| Motortyp                   | R4-Ottomotor          | R4-Ottomotor          | R4-Ottomotor          | R4-Ottomotor |
| Hubraum                    | 1329 cm³              | 1496 cm³              | 1496 cm³              |              |
| max. Leistung bei min−1    | 72 kW (98 PS)/5600    | 66 kW (90 PS)/5600    | 79 kW (107 PS)/5600   |              |
| max. Drehmoment bei min−1  | 128 Nm/4000           | 132 Nm/3000           | 144 Nm/4000           |              |
| Kraftübertragung           |                       |                       |                       |              |
| Antrieb, serienmäßig       | Vorderradantrieb      | Vorderradantrieb      | Vorderradantrieb      |              |
| Getriebe, serienmäßig      | 5-Gang-Schaltgetriebe | 5-Gang-Schaltgetriebe | 5-Gang-Schaltgetriebe |              |
| Messwerte                  |                       |                       |                       |              |
| Höchstgeschwindigkeit      |                       | 165 km/h              |                       |              |
| Beschleunigung, 0–100 km/h |                       | 11,3 s                |                       |              |
| Tankinhalt                 | 45 l                  | 45 l                  | 45 l                  |              |

### Karosserieversionen
|                       | Etios (Sedan)               | Etios Liva                  | Etios Cross                 |
| Bauzeitraum           | 2010–2023                   | 2011–2023                   | 2014–2021                   |
| Länge × Breite × Höhe | 4265 mm × 1695 mm × 1510 mm | 3775 mm × 1695 mm × 1510 mm | 3893 mm × 1734 mm × 1553 mm |
| Radstand              | 2550 mm                     | 2460 mm                     | 2460 mm                     |
| Leergewicht           | 900–920 kg                  | 890–910 kg                  | 925–950 kg                  |
| Tankinhalt            | 45 l                        | 45 l                        | 45 l                        |

## Sicherheit
Der Etios und Etios Liva sind mit einer Wegfahrsperre, Doppel-Airbags und Antiblockiersystem ausgestattet. Elektronische Bremskraftverteilung (EBD) gibt es serienmäßig bei höherwertigen Ausstattungen. Der Etios und Etios Liva haben keine Euro-NCAP- und National-Highway-Traffic-Safety-Administration-Bewertungen. Im LatinNCAP erreichte der Etios vier von fünf Sternen für den Insassenschutz und gilt damit als eines der sichersten Fahrzeuge seiner Klasse auf dem brasilianischen Markt.